# St. Bonaventura (Mühlen)

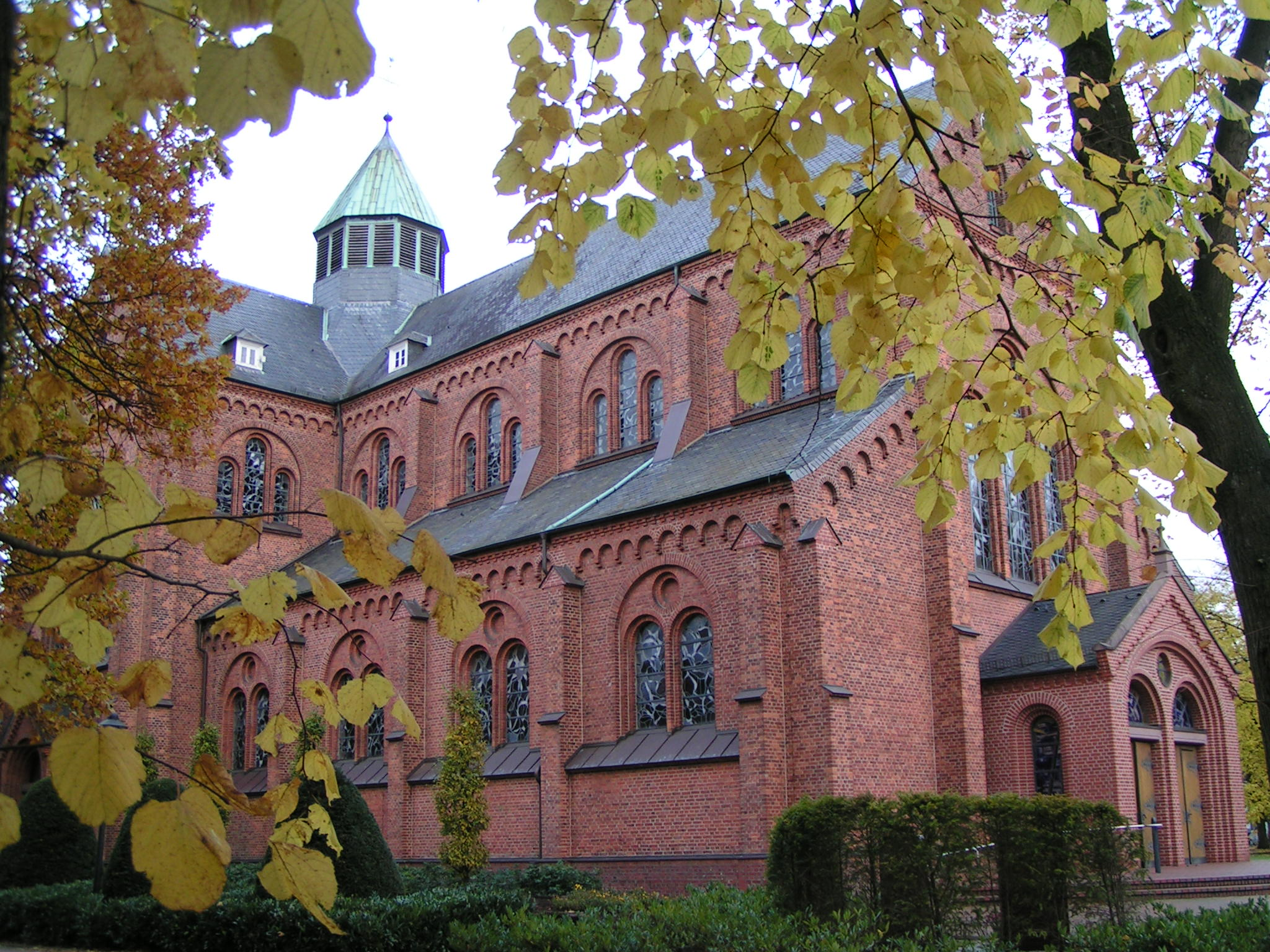
St. Bonaventura von Westen (2008)

Die römisch-katholische Kirche St. Bonaventura ist ein denkmalgeschütztes Kirchengebäude. Sie steht in Mühlen, einem Ortsteil der Gemeinde Steinfeld im Landkreis Vechta von Niedersachsen. Die Betreuung der Pfarrgemeinde obliegt den Franziskanern. Sie gehört zum Dekanat Vechta im Bischöflich Münsterschen Offizialat.

## Geschichte
Der Grundstein für die Kirche wurde am 19. März 1909 gelegt; Architekt war der Franziskanerbruder Quintilian Borren. Die Kirche wurde am 20. Oktober 1910 durch den Münsteraner Weihbischof Everhard Illigens geweiht; sie trägt das Patrozinium des heiligen Franziskaners Bonaventura. Mühlen wurde 1926 zum Pfarrrektorat und später zur selbständigen Pfarrei. Diese fusionierte 2010 mit der Pfarrei St. Johannes Baptist in Steinfeld, in der sie aufgegangen ist.

## Kirchenbau und Ausstattung

### Gebäude
Die neuromanische dreischiffige Kreuzbasilika ist nach Nordosten ausgerichtet. Sie ist aus Backsteinen gebaut, die Wände werden durch Strebepfeiler gestützt. Die Obergaden sind als Triforien ausgebildet. Unter der Dachtraufen der Kirchenschiffe befinden sich Bogenfriese. Über der Vierung trägt die Kirche einen achtseitigen Dachreiter.

### Inneres

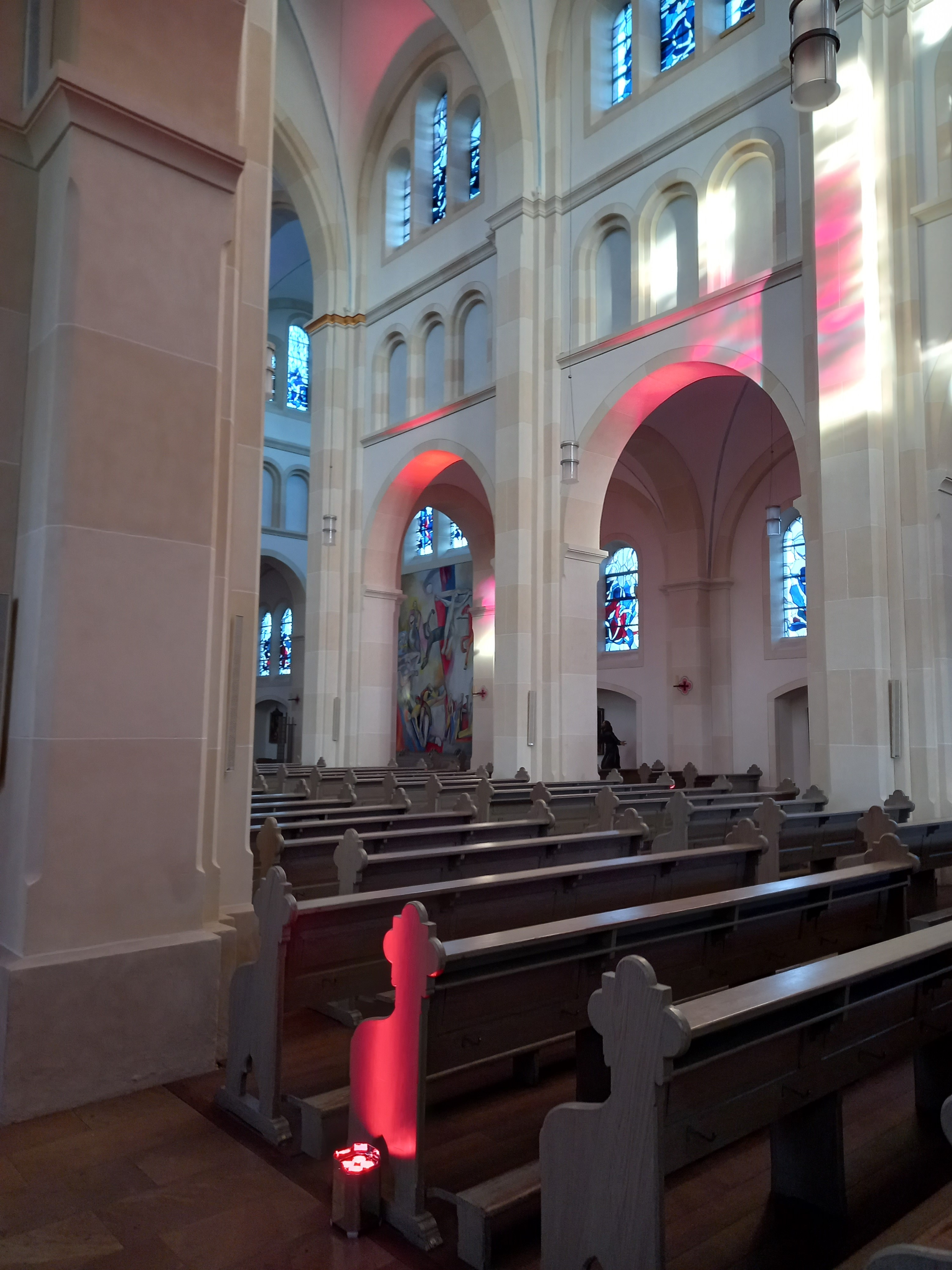
Natürliche und künstliche Lichteffekte im Kirchenschiff (2023)

Das Innere der Kirche wird geprägt von einem großen Wandbildzyklus des baskischen Malers und ehemaligen Franziskaners Xabier Egaña (* 1943) zum Thema „Im Kreuz ist Heil“; er entstand 1981. Die Darstellungen gehören zu den herausragenden Werken moderner Kunst im Landkreis Vechta, so die Kunsthistorikerin Ruth Irmgard Dalinghaus. Der Künstler, der den Stil Picassos nachahmt, sieht den Kreuzweg Jesu als eine sich fortsetzende Geschichte der Leiden des Menschen durch Machtmissbrauch, durch Bürgerkrieg und Gewalt.
Der blockhafte steinerne Altar wurde gestaltet von Johannes Niemeyer. In der Kirche befinden sich verschiedene Plastiken, die Heilige darstellen, als älteste eine thronende Madonna mit dem Kind aus Lindenholz aus dem 15. Jahrhundert, geschnitzt von einem unbekannten schlesischen Meister. Mehrere Skulpturen (Franz von Assisi, Josef von Nazaret) stammen aus dem 18. Jahrhundert. Die Glasfenster entstanden 1973/1974 und erinnern an den brennenden Dornbusch, in dem Gott sich Mose zeigte; sie wurden zum Teil geschaffen von Wilhelm Buschulte.

### Orgel
Die Orgel mit 24 Registern auf zwei Manualen und Pedal wurde 1912 von Speith-Orgelbau gebaut und 1976 von der Orgelbauwerkstatt Führer überholt und ergänzt.
Disposition
| I Hauptwerk C–f3 |            |
| Bordun           | 16'        |
| Principal        | 8′         |
| Hohlflöte        | 8′         |
| Gedackt          | 8′         |
| Oktav            | 4′         |
| Flauto Dolce     | 4'         |
| Principal        | 2' (1976)  |
| Octav            | 1' (1976)  |
| Rauschquinte     | 2 ⁄3′ + 2' |
| Mixtur IV        | 1 ⁄3′      |
| Trompete         | 8′         |

| II Oberwerk C–f3 |            |
| Geigenprincipal  | 8'         |
| Rohrflöte        | 8'         |
| Aeoline          | 8'         |
| Vox Coelestis    | 8' (ab c°) |
| Gemshorn         | 4'         |
| Blockflöte       | 2' (1976)  |
| Oboe             | 8'         |

| Pedal C–d1    |     |
| Subbass       | 16′ |
| Violon        | 16' |
| Principalbass | 8′  |
| Gedecktbass   | 8′  |
| Cello         | 8′  |
| Posaune       | 16′ |

- Koppeln: II/I, I/P, II/P

## Franziskanerkloster
Die Franziskaner der Sächsischen Franziskanerprovinz (Saxonia) ließen sich 1908 in Mühlen nieder und übernahmen die Pfarrseelsorge. Das Kloster wurde später zum Teil  zu einer Seniorenwohnumlage umgebaut, 2007 wurde für die Brüder hinter der Kirche ein kleines Kloster neu gebaut. Neben der Seelsorge in der Pfarrgemeinde sind die Brüder in der Schwesternseelsorge und der Krankenhausseelsorge tätig.